# 天津增十八
天鵝座49，又名BD+31 4181，HD 197177、SAO 70362、HR 7921，是天鵝座的一颗恒星，视星等为5.51，位于銀經73.96，銀緯-5.88，其B1900.0坐标为赤經20h 36m 59.6s，赤緯+31° -5.88′ 5″。